# Polia purpurissata
Polia purpurissata är en fjärilsart som beskrevs av Augustus Radcliffe Grote 1864. Polia purpurissata ingår i släktet Polia och familjen nattflyn. Inga underarter finns listade i Catalogue of Life.